# Organisme de normalisation
Un organisme de normalisation est un organisme dont les activités premières sont l'établissement puis le maintien de normes destinées à des utilisateurs extérieurs à cette organisation. Leurs activités peuvent inclure le développement, la coordination, la promulgation, la révision, la modification, la réédition ou l'interprétation de telles normes. Pour les désigner, on utilise parfois le sigle anglais SDO pour Standard Development Organisation.
Les normes sont organisées au niveau mondial par UIT, ISO, CEI :
- au niveau européen par ETSI, CEN, CENELEC ;
- au niveau de la France par AFNOR, UTE/CEF.

La plupart des normes sont sous copyright, mais il existe des bases de normes en format ouvert. Le Schools Interoperability Framework (en), Systems Interoperability Framework (UK), ou SIF, est une spécification ouverte de partage de données pour les institutions académiques de la maternelle à la population active. Cette spécification est utilisée principalement aux États-Unis, au Canada, au Royaume-Uni, en Australie et en Nouvelle-Zélande ; cependant, il est de plus en plus mis en œuvre en Inde et ailleurs.

## Modes de création
La plupart des organismes de normalisation ont été fondés en ayant pour unique but les objectifs précités. Toutefois, il existe quelques exemples d'organisations qui sont devenues involontairement de tels organismes, ayant été à l'origine de certaines normes. Cette situation se produit le plus souvent lorsqu'une norme établie à la base par un organisme pour son fonctionnement interne est employée graduellement par un nombre important d'entités extérieures et devient alors le standard de fait dans la branche de l'industrie en question.
Exemples : le fabricant Hayes Microcomputer Products et son protocole de modem, la norme de police d'écriture TrueType d'Apple ou encore le protocole PCL utilisé par Hewlett-Packard pour leurs imprimantes.

## Organismes internationaux
| Forme courte                | Forme longue | Secteur                                                                                              | Site web                       |
| --------------------------- | --- | --- | ------------------------------ |
| Accellera                   | Accellera Organization | | http://www.accellera.org/      |
| ASTM International          | | | http://www.astm.org/           |
| AUTOSAR                     | (en) Automotive technology | Architecture logicielle de l'automobile                                                              | http://www.autosar.org/        |
| BIPM - CGPM - CIPM          | (fr) Bureau international des poids et mesures - Conférence générale des poids et mesures - Comité international des poids et mesures | | http://www.bipm.org/en/si/     |
| CableLabs                   | (en) Cable Television Laboratories | | http://www.cablelabs.org/      |
| CEI                         | (fr) Commission électrotechnique internationale | Électrotechnique                                                                                     | http://www.iec.ch/             |
| CISPR                       | (fr) Comité international spécial des perturbations radioélectriques | |                                |
| Ecma International          | (en) Ecma International (previously called ECMA) | |                                |
| FAI                         | (fr) Fédération aéronautique internationale | | http://www.fai.org             |
| GGF                         | (en) Global Grid Forum (Open Grid Forum) | | http://www.ogf.org             |
| GS1                         | | | http://www.gs1.org/            |
| IBTA                        | (en) Infiniband Trade Association | |                                |
| IEEE                        | (en) Institute of Electrical and Electronics Engineers | Technologies de l'information                                                                        | http://www.ieee.org/           |
| IETF                        | (en) Internet Engineering Task Force | Technologies de l'information                                                                        | http://www.ietf.org/           |
| ISO                         | (fr) Organisation internationale de normalisation | | http://www.iso.org/            |
| UICPA                       | (fr) Union internationale de chimie pure et appliquée | | http://www.iupac.org/          |
| Liberty Alliance            | (en) Liberty Alliance | | http://www.projectliberty.org/ |
| N3P                         | (en) Neutral Third Party | | http://www.n3p.org/            |
| OASIS                       | (en) Organization for the Advancement of Structured Information Standards | Technologies de l'information                                                                        | http://www.oasis-open.org/     |
| OGC                         | (en) Open Geospatial Consortium | Technologies de l'information                                                                        | http://www.opengeospatial.org/ |
| OMG                         | (en) Object Management Group | Technologies de l'information                                                                        |                                |
| UIT - UIT-R - UIT-T - UIT-D | (fr) Union internationale des télécommunications - (CCIR) Comité Consultatif International des radiocommunications - (CCITT) Comité Consultatif International Téléphonique et Télégraphique - (BDT) Bureau de Développement des Télécommunications | Télécommunications - Radiocommunications - Télécommunications - Développement des télécommunications | http://www.uit.int/            |
| WMO                         | (en) World Meteorological Organization | |                                |
| W3C                         | (en) World Wide Web Consortium | Technologies de l'information                                                                        | http://www.w3.org/             |
| Media Grid                  | (en) Media Grid Standards Organization | | http://mediagrid.org/          |

### Européens
Au sein de l'Europe communautaire, chaque pays a son institut de normalisation national, généralement privé, sans but lucratif et en relation avec les pouvoirs publics. Ces organismes "officiels" sont membres d'une organisation commune, le Comité européen de normalisation (CEN), organisme privé de droit belge qui a son siège à Bruxelles.
La filière électrique dispose d'une organisation autonome (le CENELEC), également composée d'instituts nationaux.
La filière télécommunications dispose d'une organisation autonome (l'ETSI) dont sont membres directement les industriels, les opérateurs et les régulateurs intervenant en Europe.
Ces trois organismes sont reconnus par l'Union européenne (directive 98/34).
Au niveau international, ces instituts sont également membres de l'Organisation internationale de normalisation (ISO), organisme privé de droit suisse. Le Comité européen de normalisation, sans être membre de l'ISO, entretient d'étroites relations avec lui, permettant notamment des procédures d'adoption parallèles du même document.
Normalisation :
- Comité européen de normalisation (CEN)
- Comité européen de normalisation électrotechnique (CENELEC)
- Association de normalisation européenne pour les consommateurs (ANEC), ou Association européenne pour la coordination de la représentation des consommateurs dans la normalisation

Standardisation :
- European Telecommunications Standards Institute (ETSI)
- European Computer Manufacturers Association (ECMA)

Association des constructeurs et éditeurs informatiques ayant une activité de production en Europe, créée en 1961 à la suite d'une initiative de Bull, IBM et ICL en 1960.
- Logistique :

European Article Numbering-Uniform Code Council (EAN, UPC, GS1)

## Organismes de normalisation nationaux

### États-Unis
Aux États-Unis, près de 600 organismes de normalisation existent. Généralement privés, ils établissent les règles de chaque secteur d'activité industrielle ou commerciale. L'ANSI est le représentant officiel des États-Unis à l'ISO.
- Association for Information and Image Management (AIIM)
- American National Standards Institute (ANSI)
- American Society of Heating, Refrigerating and Air-Conditioning Engineers ASHRAE
- ASTM International (ASTM), anciennement American society for testing and material (société américaine pour les essais et les matériaux). Créée en 1898 pour éviter les ruptures de rails.
- National Institute of Standards and Technology (NIST) : organisme de normalisation qui rédige et produit des normes techniques concernant les matériaux, les produits, les systèmes et les services.

### Europe
Les organismes de normalisation dans chaque pays européen ont pour rôle de coordonner la normalisation dans chaque pays, et se coordonnent avec le CEN :
| Pays               | Forme courte | Forme longue |
| ------------------ | ------------ | --- |
| Allemagne          | DIN          | (de) Deutsches Institut für Normung e.V.                                                                                               |
| Autriche           | ON           | (de) Österreichisches Normungsinstitut                                                                                                 |
| Belgique           | NBN          | Bureau de normalisation (f) Bureau voor Normalisatie (n)(fr) Institut Belge de Normalisation (nl) Belgisch Instituut voor Normalisatie |
| Chypre             | CYS          | (en) Cyprus Organisation for Standardisation                                                                                           |
| Danemark           | DS           | (da) Dansk Standard |
| Espagne            | AENOR        | (es) Asociación Española de Normalización y Certificación                                                                              |
| Estonie            | EVS          | (en) Estonian centre for standardisation                                                                                               |
| Finlande           | SFS          | (fi) Suomen Standardisoimisliitto r.y.                                                                                                 |
| France             | AFNOR        | (fr) Association française de normalisation                                                                                            |
| Grèce              | ELOT         | (en) Hellenic Organization for Standardization                                                                                         |
| Hongrie            | MSZT         | (en) Hungarian Standards Institution                                                                                                   |
| Irlande            | NSAI         | (en) National Standards Authority of Ireland                                                                                           |
| Islande            | IST          | (en) Icelandic Standards |
| Italie             | UNI          | (it) Ente Nazionale Italiano di Unificazione                                                                                           |
| Lettonie           | LVS          | (en) Latvian Standards Ltd |
| Lituanie           | LST          | (en) Lithuanian standards board |
| Luxembourg         | ILNAS        | (fr) Institut luxembourgeois de la normalisation, de l’accréditation, de la sécurité et qualité des produits et services               |
| Malte              | MSA          | (en) Malta Standards Authority |
| Norvège            | NSF          | (no) Norges Standardiseringsforbund |
| Pays-Bas           | NEN          | (nl) Nederlands Normalisatie-Instituut                                                                                                 |
| Pologne            | PKN          | (en) Polish Committee for Standardization                                                                                              |
| Portugal           | IPQ          | (pt) Instituto Português da Qualidade                                                                                                  |
| République tchèque | CSNI         | (cs) Czech Standards Institute |
| Royaume-Uni        | BSI          | (en) British Standards Institute |
| Slovaquie          | SUTN         | (en) Slovak Institute for Standardization                                                                                              |
| Slovénie           | SIST         | (en) Slovenian Institute for Standardization                                                                                           |
| Suède              | SIS          | (en) Swedish Standards Institut |
| Suisse             | SNV          | (de) Schweizerische Normen-Vereinigung (fr) Association suisse de normalisation                                                        |
| Turquie            | TSE          | (tr) Türk Standardları Enstitüsü |

### Asie
Le Comité de normalisation industriel japonais JISC, est chargé de toute la normalisation nationale et internationale. Il comprend 30 conseils divisionnaires.
L'organisme de normalisation en Chine est le SAC (Standardization Administration of China), il est responsable de toutes les normes nationales (GB). Les associations industrielles sont responsables des normes industrielles E.G. Le China Electricity Council est chargé des normes DL.
L'organisme de normalisation en Inde est le Bureau of Indian Standards. Il a été créé le 1er avril 1987 .
Le KATS Korean Agency for Technology and Standards est l'organisme de normalisation de la république de Corée. Il est membre de 743 comités ou sous-comités de l'ISO et de 171 comités ou sous-comités de la CEI.

### Afrique
Les organismes de normalisation sont présents dans chaque pays africain.
| Pays           | Forme courte | Forme longue                                                          |
| -------------- | ------------ | --------------------------------------------------------------------- |
| Afrique du Sud | SABS         | South African Bureau of Standards                                     |
| Maroc          | IMANOR       | Institut Marocain de Normalisation                                    |
| Algérie        | IANOR        | Institut Algérien de Normalisation                                    |
| Angola         | IANORQ       | Instituto Angolano de Normalização e Qualidade                        |
| Tunisie        | INNORPI      | Institut National de la Normalisation et de la Propriété Industrielle |